# Potestas
Potestas – w prawie publicznym antycznego Rzymu był to termin określający władzę niższą (cywilną) od imperium. W czasach republiki potestas posiadali niżsi urzędnicy rzymscy: edylowie, trybuni ludowi (tribunicia potestas).
W okresie królewskim potestas przysługiwało królom, jako potestas regia (władza królewska).
W prawie prywatnym potestas posiadali ojcowie rodzin – patria potestas – nad innymi jej członkami.